# Lina von Schauroth
Lina von Schauroth, geb. Holzmann (* 9. Dezember 1874 in Frankfurt am Main; † 6. November 1970 ebenda) war eine deutsche Künstlerin und Kunsthandwerkerin. Sie wurde vor allem durch die Gestaltung von Glasfenstern und Mosaiken einer breiten Öffentlichkeit bekannt. Neben ihrer künstlerischen Tätigkeit war sie insbesondere zwischen den Weltkriegen sozial und gesellschaftspolitisch aktiv, später engagierte sie sich für den Tierschutz.

## Biografie

### Anfänge
Lina von Schauroth entstammte der wohlhabenden Frankfurter Bauunternehmerfamilie Holzmann. Das Unternehmen ihres Vaters Philipp Holzmann war beim Bau der Bagdadbahn und des Suez-Kanals beteiligt. Ihre Mutter war Eleonore Bastert. Lina als jüngste Tochter wuchs in einer Umgebung auf, die von Erwachsenen geprägt war. Sie entwickelte früh eine intensive Beziehung zu Tieren. Diese sollten sowohl in ihrem künstlerischen Wirken als auch in ihrem Leben durchgängig eine wichtige Rolle spielen.
Der schulische Erfolg blieb bei Lina Holzmann, die nach eigenem Bekunden dem „blutleeren Unterricht“ nichts abgewinnen konnte, aus. Drei Mal musste sie eine Klasse wiederholen. Gegenüber der Tochter begründete der Vater das Scheitern mit den mangelnden Fähigkeiten ihrer Lehrer. Das künstlerische Talent des Mädchens wurde von ihren Eltern erkannt. Sie erhielt im Alter von 13 Jahren den ersten Zeichenunterricht bei Heinrich Hasselhorst am Städelschen Institut. Daneben widmete Lina Holzmann sich dem Reiten. Der für angehende Künstler übliche Studienaufenthalt in Paris mit Atelierbesuchen und akademischen Diskussionen sagte ihr, deren Lebensmittelpunkt zeitlebens die Heimatstadt Frankfurt blieb, nicht zu.

### Ehe mit Hans von Schauroth
Im Alter von 21 Jahren schloss Lina Holzmann 1895 in Frankfurt am Main die Ehe mit dem damaligen Leutnant Hans von Schauroth, der altem preußischen Uradel aus dem Geschlecht Schauroth entstammte. Lina von Schauroth begleitete ihren Mann bei dessen Garnisonsaufenthalten an verschiedenen Stationen quer durch Deutschland. Dem Paar war die Liebe zu Pferden gemeinsam; Lina von Schauroth ritt Turniere und beeindruckte die Zuschauer mit ihren Reitkünsten, die sie im Herrensattel vorführte. Im Jahr 1905 wurde der gemeinsame Sohn und spätere Frankfurter Architekt Wolff Udo von Schauroth geboren. Bald darauf stürzte Hans von Schauroth während eines Manövers; nach langjährigen Sanatoriumsaufenthalten starb er im Jahr 1909. Lina von Schauroth wendete sich nun ganz der Kunst zu.

### Weiterführende Studien
Der erste Studienaufenthalt zur Erweiterung der künstlerischen Fertigkeiten führte Lina von Schauroth nach München. Bei dem Grafiker, Fotografen und Maler Emil Orlik, dem Plakatkünstler, Grafiker und Architekten Ludwig Hohlwein und dem Düsseldorfer Bildhauer Karl Janssen eignete sie sich neue Arbeitstechniken an. Auf der Bugra in Leipzig 1914 war sie für die Einrichtung der Plakaträume verantwortlich und 1919 erneut auf der Leipziger Messe vertreten. 1914 war sie (wohnhaft: Schaumainkai 98 in Frankfurt) zudem für die Organisation der Abteilung „Plakat und Reklame“ auf im „Haus der Frau“ auf der Kölner Werkbundausstellung zuständig. Vorwiegend bekannt wurde sie für ihre patriotischen Plakate. Ab 1919 war sie Mitglied im DWB. Nach der Rückkehr betätigte sich von Schauroth zunächst als Bildhauerin. Auf dem Frankfurter Hauptfriedhof fertigte sie das Grabmal für ihren verstorbenen Ehemann aus einem Granitblock an. Von Schauroth sollte ihre künstlerischen Fähigkeiten und Fertigkeiten zeit ihres Lebens erweitern, fortentwickeln und ausbauen.
Die kunsthandwerklichen Kenntnisse zur Ausübung der Glaskunst erwarb sie Anfang der 1920er Jahre in der Treptower Glasschliffwerkstatt bei August Wagner. Mit dieser Fertigkeit wurde sie weit über die Grenzen Frankfurts hinaus als Künstlerin wahrgenommen. Vielfältige Aufträge erhielt sie sowohl von kirchlichen als auch privaten Auftraggebern. Zunächst aber stand die Plakatkunst im Vordergrund ihrer Tätigkeit, die sie als überzeugte Patriotin und Anhängerin der Monarchie in den Dienst der von ihr unterstützten Sache stellte.

### Künstlerin, Patriotin, Kaisertreue – Zeit der Weltkriege

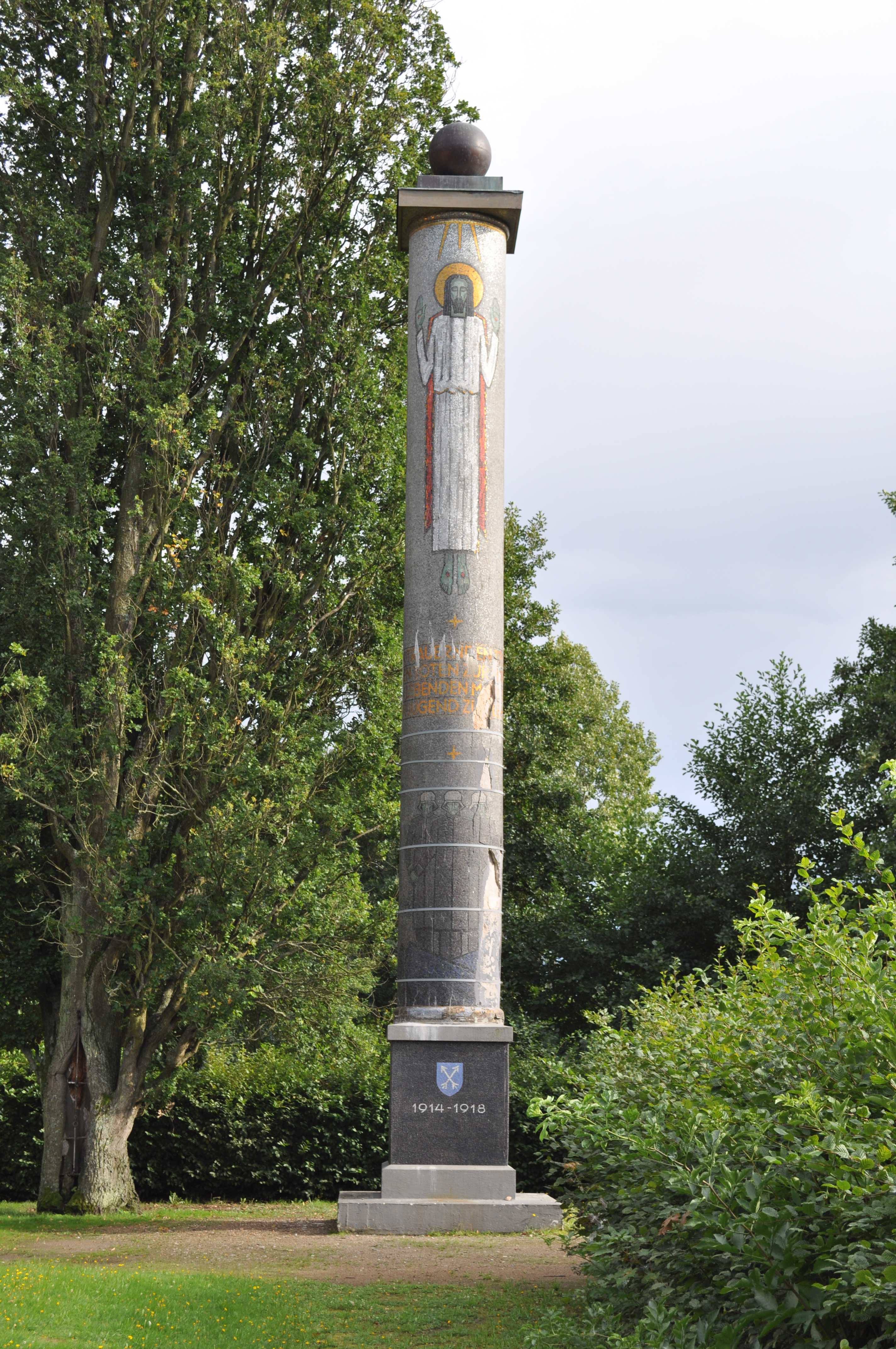
Ehrenmal für die Gefallenen des Ersten Weltkrieges an der Christuskirche in Oberursel, ehemals für die Frauenfriedenskirche

Während des Ersten Weltkriegs sah die deutschnationale Patriotin Lina von Schauroth ihren Platz an der Heimatfront. Einmal leistete sie diese Unterstützung als Gestalterin von die Kriegshandlungen unterstützenden Plakaten, Postkarten und anderen Druckwerken, die durch ihre massive Flächigkeit bar aller Leichtigkeit der vorangegangenen Jugendstilepoche sind. Die andere Seite ihres Engagements bestand aus praktischer Unterstützung von Kriegshinterbliebenen und Gefangenen, einer Fahrt mit dem Zweispänner bis unmittelbar an die Westfront, wo sie Hilfsgüter ablieferte, der Leitung eines Soldatenheims, sowie eines Arbeitseinsatzes in der Bockenheimer Munitionsfabrik. Im Jahr 1915 fuhr Lina von Schauroth bis in das Kampfgebiet nach Ostpreußen und ermöglichte so die Überführung des Leichnams ihres getöteten Neffen und dessen Bestattung in heimatlicher Erde.
Mit dem Ende des Kaiserreiches fand sie sich nicht ab. Sie war Mitbegründerin der Deutschnationalen Volkspartei (DNVP) in Frankfurt und gehörte dem dortigen Vorstand an. Als Befürworterin des Kapp-Putsches wurde sie zu einer Gefängnisstrafe verurteilt. Ihre Position vertrat sie gegenüber dem Gericht mit äußerster Hartnäckigkeit und ohne Einsicht in die Illegitimität ihres Handelns. Eine Amnestie rettete die Künstlerin vor dem Antritt der Haftstrafe. 
Ihre gesellschaftliche Position, sowohl als Grande Dame als auch Künstlerin wurde durch diese politischen Eskapaden nicht gefährdet; sie erhielt Ende der 20er und Anfang der 30er Jahre große Aufträge. Darunter die Ausstattung des Festsaals im Poelzig-Bau, mit dessen Erbauer, Hans Poelzig sie auch eine Freundschaft verband. Dazu Aufträge für die Verwaltungsgebäude der Farbwerke Hoechst AG, zahlreiche Glasfenster für kirchliche Auftraggeber sowie die Gestaltung mehrerer Fenster in der Berliner Hohenzollerngruft.
Lina von Schauroth sollte auch Teile der Ausstattung der Frauenfriedenskirche ausführen, aufgrund von unterschiedlicher gestalterischer Auffassung zwischen ihr und dem Architekten Hans Herkommer kam es dazu nicht, eine bereits fertiggestellte Säule wurde nach Oberursel gebracht.
Aufgrund ihrer deutschnationalen Einstellung war Lina von Schauroth Mitglied und Landesführerin im Bund Königin Luise, der Frauenorganisation des Stahlhelms, Bund der Frontsoldaten. Als dieser 1934 durch die Nationalsozialisten gleichgeschaltet wurde, verließ von Schauroth den Verband.
In den 1930er Jahren kam es in ihrer deutsch-nationalen Einstellung zu einer Zäsur. Als Mitglied der GEDOK erlebte sie, wie jüdische Künstlerinnen sukzessive aus dem Künstlerinnenverband verdrängt wurden. Gleiches konnte sie in der Frankfurter Gesellschaft beobachten, wobei von Schauroth den Kontakt zu den jüdischen Freunden kontinuierlich aufrechterhielt. Das Schicksal der Industriellenfamilie von Weinberg und Carl von Weinberg ist mit dem künstlerischen Schaffen von Schauroths auf besondere Weise verbunden. Bevor die Kunstgegenstände im Anwesen Weinberg durch die Nationalsozialisten beschlagnahmt wurden, veranlasste Lina von Schauroth den Ausbau der wertvollen Glasfenster aus der Hauskapelle und deren sichere Unterbringung im Dom von Limburg an der Lahn. Den im Jahr 1951 erfolgten Einbau der Fenster in der Alten Nikolaikirche in Frankfurt überwachte sie selbst. Sie ergänzte die vier Fenster passgenau oben und unten durch weitere Glasmotive und schuf in der Apsis der Kirche drei neue Fenster mit Motiven der vier Evangelisten. Für sie war es ein Beitrag zum Wiederaufbau ihrer Heimatstadt.
Am 9. Juni 1955 provozierte Lina von Schauroth anlässlich der Neueinweihung des wiederhergestellten Frankfurter Kaisersaals einen politischen Eklat. Als geladener Gast brachte sie im Beisein des Bundespräsidenten einen Toast auf den Deutschen Kaiser aus. Ihr gesellschaftspolitisches Engagement brachte Lina von Schauroth nach dem Zweiten Weltkrieg vorrangig im Tierschutz ein.

### Tierschützerin
Tiere spielten im künstlerischen Wirken von Schauroths eine zentrale Rolle. Motiv der ersten Skizzen, die sie unter Anleitung ihres ersten Lehrers Heinrich Hasselhorst anfertigte, waren Tiere. Die letzte Arbeit, der Entwurf für ein Wandbild, entstand drei Jahre vor ihrem Tod: eine Pferdegruppe für einen Reitstall. Bereits in der Zeit der Inflation soll die damals schon bekannte Künstlerin sämtliche Frankfurter Droschkenpferde gekannt und sie gefüttert haben. Später engagierte sie sich auch institutionell im Tierschutz. Über mehrere Jahre war sie Präsidentin des Weltbundes zum Schutz der Tiere gegen die Vivisektion und Förderin des Frankfurter Katzenschutzvereins, an dessen erster ordentlicher Mitgliederversammlung im Jahr 1965 sie als Ehrengast teilnahm. Auch nahm sie noch in hohem Alter an Demonstrationen für die Rechte der Tiere teil, kümmerte sich persönlich um Fundtiere, und war mit dem Tierfreund und langjährigen Direktor des Frankfurter Zoologischen Gartens Bernhard Grzimek befreundet.

### Kontroverse
Ihre äußerst konservative, wenn nicht revanchistische Ausrichtung verbarg Lina von Schauroth zu keinem Zeitpunkt ihres Lebens. Eine Deutung ihres Werkes aus nur diesem Blickwinkel heraus kommt wegen der Bandbreite ihres Schaffens nicht infrage. In jüngerer Zeit wurden zwei ihrer Werke unter ebendiesem Gesichtspunkt kontrovers diskutiert: Ein Mal handelt es sich um ein großes, um 1930 ursprünglich für die evangelische Michaeliskirche in Groß-Schneen/Friedland gefertigtes Glasfenster, Andenken für den im Ersten Weltkrieg am Suez-Kanal getöteten Wilhelm von dem Hagen. Es zeigt einen betenden Ritter in Rüstung, der einen Stahlhelm trägt. Der Ritter ist von einem Rahmen aus eneisernen Kreuzen umgeben. Weiter trägt das Fenster als Inschrift ein Jesuswort (Joh 15,13 ): „Eine größere Liebe kann niemand haben als dass er sein Leben lässt für seine Freunde“. In den 80er Jahren wurde das Fenster aus der Kirche entfernt. Die darin enthaltene „Verherrlichung des Krieges“ wurde als für ein Kirchengebäude unpassend angesehen. Zwischenzeitlich wurde das Werk restauriert und hat als historisches Dokument seinen Platz im Heimatmuseum von Groß-Schneen gefunden.
Im anderen Fall handelt es sich um ein ähnlich gestaltetes Wandbild mit dem Motiv des betenden Ritters. Zu betrachten ist es in der evangelischen Talkirche zu Eppstein im Taunus. Entstanden ist das Werk um das Jahr 1925. Die Inschrift ist aus dem lutherischen Reformationslied Ein feste Burg ist unser Gott entliehen und lautet: „Das Reich muss uns doch bleiben.“ Vor dem theologischen Hintergrund der Zwei-Reiche-Lehre mag die Aussage unspektakulär erscheinen, im Hinblick auf die Künstlerin und das Motiv ist auch eine andere Lesart möglich. Die in Eppstein in den Jahren 2004/2005 erbittert geführte öffentliche Diskussion, über die auch in der FAZ berichtet wurde, hatte keine Änderung in der Ausgestaltung der Kirche zur Folge.

## Werk
Das Œuvre der Lina von Schauroth fällt insbesondere durch die Vielfalt der angewandten Techniken auf. Die anlässlich der Jubiläumsausstellung 1984 erstellte Werksliste umfasst rund 250 Arbeiten. Die Anfänge in der Plakatkunst und den kleineren Druckwerken sind häufig mit zeitgenössischen Jugendstilelementen versehen, Die Tierzeichnungen lassen im Laufe des künstlerischen Werdegangs eine immer stärkere Konzentration auf das Wesentliche, auf Linie und Bewegung erkennen. Als Glaskünstlerin erlangte Lina von Schauroth Bekanntheit weit über den Frankfurter Raum hinaus; und auch hier fällt die Vielzahl der Techniken auf, die sie anzuwenden in der Lage war. Viele ihrer Glasfenster sind, wie auch ihr Haus und das Atelier, durch den Bombenkrieg zerstört worden. Um 1946/1947 angefertigte Trümmeransichten aus der Stadt Frankfurt verdeutlichen die tiefe gefühlsmäßige Bindung der Künstlerin an ihre Heimatstadt.
Nach dem Verlust von Haus und Atelier schuf Lina von Schauroth auch in der Glaskunst ein Alterswerk, allen voran sind die Fenster in der Wiesbadener Marktkirche zu nennen. Viele Wandmosaike wurden in den 50er und 60er Jahren in Frankfurt am Main sowie der näheren Umgebung angebracht, darunter ein Ensemble aus Pferden und Stieren in der Passage des Frankfurter Zürich-Hauses. Auch für die Cafeteria des Bahnhofs von Limburg an der Lahn fertigte Lina von Schauroth 1960/1964 Tiermosaike an; diese sind heute nicht mehr vorhanden. 
1960 präsentierte der Frankfurter Kunstverein ihr Werk. Lina von Schauroth wird heute primär als in der Region Frankfurt verankerte Künstlerin und Kunsthandwerkerin wahrgenommen. Viele ihrer Drucke und Entwürfe kriegszerstörter Glaskunst werden im Historischen Museum in Frankfurt am Main aufbewahrt.
Die Künstlerin Lina von Schauroth ist ohne ihre spezifischen Charaktereigenschaften nicht denkbar. Dazu gehörte neben preußischer Disziplin und Durchsetzungsfähigkeit auch Beharrungsvermögen in schwierigen Lagen. Ihre künstlerischen Fähigkeiten entwickelte sie zielorientiert nach dem Tod ihres Mannes. Durch die Inflation verlor sie einen Großteil ihres Vermögens und konnte ihr Pferd nicht mehr halten; fortan fuhr sie mit dem Fahrrad. Nach der Zerstörung ihres Ateliers und Wohnhauses im März 1944 und dem Umzug in eine bescheidene Wohnung im Frankfurter Westend begann sie im Alter von fast 70 Jahren künstlerisch von vorne. Noch ein weiteres Vierteljahrhundert war sie tätig, bis sie in ihrer Heimatstadt am 6. November 1970 nach kurzer Erkrankung starb. Lina von Schauroth ist auf dem Frankfurter Hauptfriedhof neben ihrem Mann bestattet.

## Werke (Auswahl)
- Werbekarte für die Einfuhrmesse Frankfurt a. M., 1919
- Ausstattung der Frauenfriedenskirche in Frankfurt (nicht ausgeführt)
- Fenster in der Alte Nikolaikirche in Frankfurt[9]
- Chorfenster in der Wiesbadener Marktkirche
- Mosaiken im Frankfurter Zürichhaus
- Mosaik des Ehrenmals an der Christuskirche in Oberursel (Taunus), 1930[10]